# 우치무라 테루요시
우치무라 테루요시(일본어: 内村光良, 1964년 7월 22일~ )는 일본의 남성 코미디언이자 배우, 영화 감독이다. 구마모토현 히토요시시 출신. 소속 사무소는 마세키 예능사.

## 같이 보기
- 사마즈